# 羽場久美子

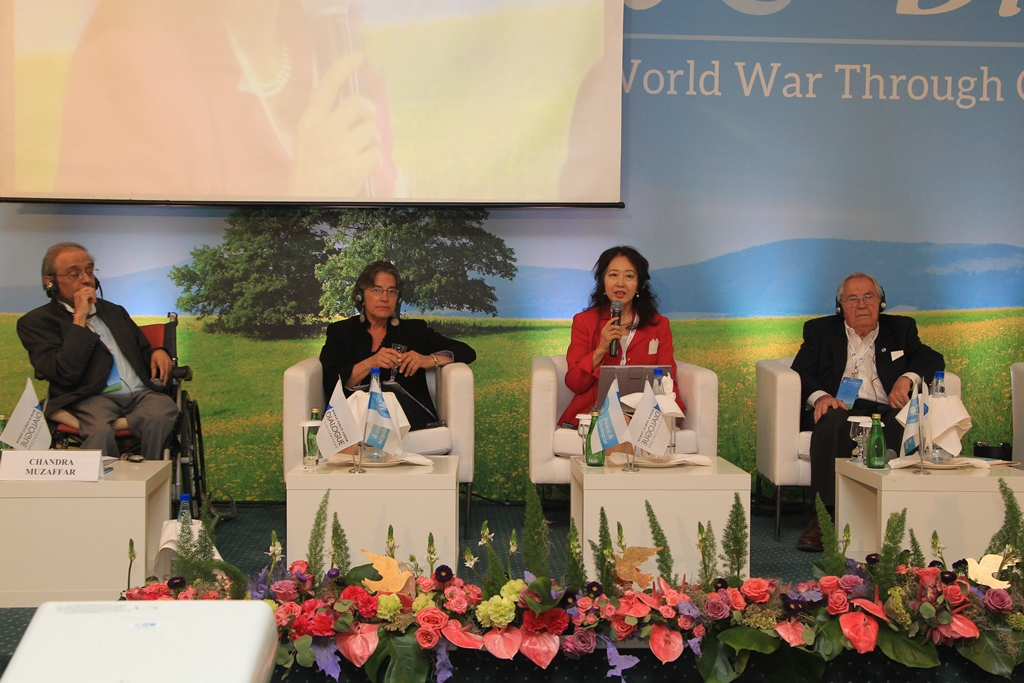
Rhodes Forum 羽場久美子

羽場 久美子（はば くみこ、羽場 久浘子、1952年8月18日 - ）は、日本の政治学者・国際政治学者。青山学院大学名誉教授、早稲田大学招聘研究員、神奈川大学特任教授。京都大学客員教授。2025年より、城西国際大学大学院 特別栄誉教授(Distinguished Professr)。
世界国際関係学会（ISA）副会長（2016-17)。世界国際関係学会アジア太平洋会長（2021－24）、日本学術会議会員。（2011－17）、連携会員（2002－11、2017－20）。日本政府観光局MICEアンバサダー。日本国際政治学会理事、日本政治学会理事、日本EU学会理事、日本スラブ東欧学会理事、ロシア・東欧学会理事・事務局長・幹事などを歴任。グローバル国際関係研究所所長。ハーバード大学、ロンドン大学、ソルボンヌ大学第1（パンテオン）、ヨーロッパ大学研究所（EUI）にて、それぞれ客員研究員。「沖縄を平和のハブに!」主唱者、共同代表。ND(新外交イニシアティブ）評議員。江口朴朗教授、百瀬宏教授に師事することにより、歴史学から国際関係を客観的史実に基づいて検討すること、特に小国や小民族の側から歴史を再構築することを学ぶ。その姿勢は特に、移民研究や、マイノリティ研究に反映されている。（著書、論文参照）

## 経歴
兵庫県神戸市生まれ。三重県四日市高校卒業、津田塾大学卒業、1987年、論題「ハンガリー革命史研究 : 東欧におけるナショナリズムと社会主義」により、学術博士（津田塾大学）。
日本学術会議第1部会員（政治学委員会副委員長、地域研究委員会副委員長・幹事、国際委員会、比較政治分科会委員長、アジアの地域協力と学術ネットワーク構築分科会委員長）。世界国際関係学会（International Studies Association：USA）の副会長を務め、現在、世界国際関係学会(ISA)アジア太平洋 会長。世界国際関係史学会(CHIR:Committee of History of International Relations)日本代表理事。青山学院大学グローバル国際関係研究所所長。京都大学客員教授、日本政府観光局MICEアンバサダー
女性科学研究者の環境改善に関する懇談会（JAICOWS）会長。アジア共同体評議会副議長、INAF(東北亜未来構想研究所）副理事長。国際アジア共同体学会副理事長。欧州研究をその国で代表する人にEUから与えられる、ジャン・モネ・チェア（欧州連合）、公益財団法人日本国際フォーラム参与・有識者政策委員。氷上信廣校長時代に麻布学園PTA常任理事を務めた。
麻布中学高校・東京大学・コロンビア大学大学院・プリンストン大学大学院博士、ハーバード大学の進化ゲノミクス研究、孫正義育英財団の奨学生第1期生、羽場優紀は息子。ゼミ卒業生に、世界銀行・米州銀行の亀澤卓俊、早稲田大学の中澤達哉、日本経済大学の安井裕司、亜細亜大学の伊藤裕子、NHKヨーロッパ総局記者の渡辺信などがいる。OBOGには、外務省、朝日新聞、読売新聞、JICA, JETRO, 輸出入銀行（JBIC)、三菱UFJ銀行, みずほ銀行など、700名を超えて世界で活躍している。（羽場ゼミFacebookなど）

## 人物
- 津田塾大学で、百瀬宏・江口朴郎に師事、歴史学研究会で斉藤孝にも師事し、国際関係学、国際関係論、国際関係史、国際政治史を研究する。ロシア東欧政治、EU・NATOの拡大、マイノリティ・移民研究[24]、ジェンダー研究。柴宜弘、林忠行、吉川元、下斗米伸夫、小森田秋夫らは、先輩、溝端佐登史、高原明生、首藤もと子、廣瀬陽子らは、共同研究者。
- アジア太平洋の地域協力と平和構築・学術共同[25]について、学術的観点から研究を進めている。
- 「沖縄をハブとする東アジアの平和ネットワーク」構築を提唱[26][27]。CSCE/OSCE(全欧安保協力会議・全欧安保協力機構）に学び、「東アジアの国連」による対話と平和を、沖縄を中心に、日中韓台湾・インド・ASEANなどと共に実現しようとしている。
- 「北東アジア自治体連合」より、日本地域顧問に任命される[28]。

- 『中欧・東欧文化事典』[29]、『EU百科事典』[30]など事典編纂による客観的諸事実の定着、『拡大ヨーロッパの挑戦』『ヨーロッパの分断と統合』[31]、『移民・難民・マイノリティー欧州ポピュリズムの根源』[32]『ブレグジット後』[33]（英語）, 『世界戦争100年と地域協力ー新世界秩序をどう作るか』[34]（英語） など、現代における戦争・紛争と和解・平和構築の問題、ポピュリズムと民主主義の関係、ヨーロッパの分断と統合の問題、移民・マイノリティ問題など社会的弱者の問題解決を積極的に研究、提言している。
- ロシア・ウクライナ問題についても、客観的・多元的分析の重要性、停戦と中立緩衝地帯の実現、客観的検証と対話と外交に基づいた講和を主張した。[35]
- ジェンダー研究においても、トラフィッキング（人身売買）[36]や、大学における非常勤講師問題[37]、など総じて社会の弱者の問題に関心を払った研究が多い。
- 2022年5月、ABEMA Primeの討論番組で「憂慮する日本の歴史家の会」の論客として出演した羽場に対し、西村ひろゆきが停戦はあり得ないと反論した。しかし羽場は、トルコの停戦調停に対してロシアもウクライナも交渉の用意があった事実[38]、アゾフ隊については国連の人権委員会やアメリカ国務省でも批判があったこと[39][40]、を説明した。3月にアメリカの学会で議論して帰国した羽場にとってそれらはアメリカの世界国際関係学会ISAでの議論、欧米メディアBBCやCNNの多様な客観的記述からの説明であった。（世界国際関係学会ISAでの議論やその後の論文などについては、グローバル国際関係研究所のホームページ参照）[41]
- 羽場は1994年の『統合ヨーロッパの民族問題』（講談社現代新書）[42]で、バルカンや西部ウクライナの多民族共存とその相克について論じ、東欧、ウクライナの少数民族を30年近く調査研究しマイダン革命後に『ヨーロッパの分断と統合―包摂か排除か』[43]『移民・難民・マイノリティー欧州ポピュリズムの根源』[44]を書いている。ウクライナ問題は西部・東部・南部の各地域と民族の違いを理解しなければ問題の本質が見えないことは欧米の自由な議論でも明らかである。松里公孝『ウクライナ動乱』[45]も問題を歴史的かつ個々の事実と事件を分析しなければ、政治論だけでは片付かないと論述している。
- 2023年4月末のテレビ朝日「朝まで生テレビ」ではウクライナ停戦をどう考えるかの特集が、ウクライナ反転攻勢の期待がまだメディアで高かった時に行われた。そこでは片山さつき、森本敏、大空幸星、小原凡司、木村三浩、猿田佐世、階猛、中村涼香、羽場久美子、武隈喜一、田原総一朗ら[46]論客が議論を重ねたが、最後の視聴者のアンケートでは、6割が停戦を支持する画期的な結果が出た。
- 2023年12月には米欧の「支援疲れ」とパレスチナ問題への重点移行の中、再びガザを含む『即時停戦』（社会評論社、2024.1）[47]の重要性が指摘され始めている。

## 職歴など
- 1971年：三重県立四日市高等学校卒業[48]
- 1975年：津田塾大学学芸学部国際関係学科卒業[48]
- 1977年：津田塾大学大学院国際関係学研究科修士課程修了、国際関係学修士[48]
- 1978年：ハンガリー科学アカデミー歴史学研究所客員研究員[48]
- 1981年：津田塾大学大学院 国際関係学研究科博士課程単位取得退学[48]、津田塾大学学芸学部国際関係学科研究助手[48]
- 1983年：日本学術振興会奨励研究員[48]
- 1984年：東京大学教養学部非常勤講師[48]
- 1985年：法政大学社会学部専任講師[48]
- 1987年：法政大学社会学部助教授[48]、論題「ハンガリー革命史研究：東欧におけるナショナリズムと社会主義」により、学術博士（津田塾大学）[49]。
- 1991年：一橋大学社会学部非常勤講師[48]
- 1992年：早稲田大学社会科学研究所特別研究員[48]
- 1994年：法政大学社会学部教授[48]
- 1994 - 1995年: ハンガリー科学アカデミー歴史学研究所客員研究員
- 1995 - 1996年：ロンドン大学スラブ・東欧研究学院客員研究員
- 2004年：ソルボンヌ大学国際関係史研究所客員研究員
- 2005年：欧州委員会(EC)よりジャン・モネ・チェアを授与
- 2005年：法政大学大学院ヨーロッパ研究所[50]所長
- 2007年：青山学院大学大学院国際政治経済学研究科教授[48]
- 2008年：フィレンツェ欧州大学研究所（EUI）客員研究員
- 2011-17年：日本学術会議22期-23期 第1部会員 国際交流委員会委員、政治学委員会副委員長、地域研究委員会幹事、比較政治分科会委員長、アジア地域協力と学術ネットワーク構築分科会委員長。ジェンダー政治分科会委員長、地域統合分科会委員長。19期-21期連携会員。24-25期連携会員）
- 2011-12年：ハーバード大学国際問題研究所および欧州研究所(EUI)客員研究員
- 2015-21年：JAICOWS(女性科学研究者の環境改善を考える懇談会】[51]会長
- 2016-17年：世界国際関係学会（ISA）副会長に選出（本部アメリカ）。女性コーカス理事、民族エスニシティ・マイノリティ委員会理事。
- 2016-17年：EU学会アジアパシフィック（EUSA Asia Pacific）（本部ニュージーランド） 第17回東京大会大会実行委員長
- 2017年、2019年、2020年、2021年：京都大学経済研究所 客員教授、プロジェクト教授
- 2018年-2021年：世界国際関係学会（ISA）アジア太平洋 副会長、日本学術会議アジア地域統合委員会委員長
- 2020年-:  日本政府観光局（JNTO) MICE アンバサダー[52] 、グローバル国際関係研究所 所長[53]
- 2021年ｰ2024年：世界国際関係学会（ISA)  アジア太平洋 会長[54]
- 2021年： 神奈川大学国際日本学部特任教授[55]、青山学院大学名誉教授[48]
- 2022年ｰ：「沖縄を平和のハブに！」共同代表[56]
- 2023年：早稲田大学招聘研究員、ISA Asia Pacific 国際会議東京大会2023[57]､会長[58]
- 2023年：韓国慶州で開かれたNEAR北東アジア自治体連合[59]（日中韓ロシアモンゴルの自治体の多くが参加している北東アジア最大の自治体協力。日本も11県の自治体が参加。）国際フォーラムの招待者として「東アジアの地域共同、沖縄を平和のハブに」を講演。

## テレビ・新聞など
- NHK日曜討論、2016年（BrexitとEU）、2017年10月（テロと国際政治）、2019年1月（2019年の国際政治経済展望）、2022年3月（ロシア・ウクライナ危機）
- NHK視点・論点 冷戦終焉25年、NHKラジオ（欧州への移民流入）
- NHKBS1  2016年6月24日BREXIT（イギリスのEU離脱国民投票解説）、2017年フランス大統領選挙（マクロン対ルペン）、第1回投票4月25日当日の解説、第2回決選投票5月16日当日の解説
- NHK英雄たちの選択、藤堂高虎、家康暗殺計画 2017年3月、2019年7月（中央集権と地方分権）
- NHK総合 EUの東方拡大2004年5月、欧州各地と結び、当日5時間キュメント（寺島實郎と）
- テレビ朝日ワイドスクランブル 多数出演（Brexit, 移民・難民、マクロン、貧困と格差、英ジョンソンとスコットランド問題、フランスの反中国とインド太平洋の軍事進出など、イギリス、ボリス・ジョンソンとEU）、
- テレビ朝日朝まで生テレビ（どうするウクライナ停戦）、ABEMA, TBS（NATOの拡大）、サンデーモーニング、フジテレビみんなのニュースなど多数。
- 新聞・雑誌：朝日新聞、東京新聞（中日新聞）、毎日新聞、読売新聞論点、公明新聞、共同通信配信多数、Japan Times, 沖縄タイムス、琉球新報、経済産業新報（継続的掲載）、講談社現代Ismedia（オンライン論文）など多数。
- 海外のTV、新聞として、BBC, CCTV, 香港テレビ、新華社テレビ、Daily Chinaなど。

## 著書・論文

### 単著
- 『ヨーロッパの分断と統合ー拡大EUのナショナリズムと境界線―包摂か排除か』[60]（中央公論新社、2016年） ISBN 978-4-12-004817-3
- 『拡大ヨーロッパの挑戦ーグローバル・パワーとしてのEU』増補版（中央公論新社［中公新書］、2014年）ISBN 978-4-12-191751-5
- 『グローバル時代のアジア地域統合ー日米中関係とTPPのゆくえ』（岩波書店、2012年）ISBN 9784002708287 （中国語翻訳 『全球化時代的亜州区域連合』中央編峰出版社、2014年。）
- 『拡大ヨーロッパの挑戦－アメリカに並ぶ多元的パワーとなるか』（中央公論新社［中公新書］、2004年） ISBN 4-12-101751-X
- 『グローバリゼーションと欧州拡大――ナショナリズム・地域の成長か』（御茶の水書房、2002年）ISBN 4275019008
- 『拡大するヨーロッパ――中欧の模索』（岩波書店、1998年） ISBN 4000028308
- 『統合ヨーロッパの民族問題』（講談社［講談社現代新書］、1994年）ISBN 4061492187
- 『ハンガリー革命史研究――東欧におけるナショナリズムと社会主義』（勁草書房、1989年） ISBN 4326300612

### 編著
- 『世界戦争100年と地域協力ー新世界秩序をどう作るか』100 years of World Wars and Regional Collaboration, How to create New World Order? (Kumiko Haba, Alfredo Canavero, Satoshi Mizobata, Editors) Springer, 2022.[61] ISBN 978-981-16-9969-6
- 『中欧・東欧文化事典』[62]編集代表：羽場久美子、編集委員：井口壽乃・大津留厚・桑名映子・田口雅弘・中澤達哉・長與進・三谷惠子・山崎信一（丸善出版、2021年）ISBN 978-4-621-30616-1
- 『ブレグジット後』Brexit and After, Perspectives on European Crises and Reconstruction from Asia and Europe, Kumiko Haba, Martin Holland Editors,    Springer, 2021[63].ISBN 978-981-15-7968-4
- 『非常勤講師はいま！ーコロナ禍をこえて』（JAICOWS ブックレット、2021年）[64]
- 『移民・難民・マイノリティー欧州ポピュリズムの根源』[65]（彩流社、2021年）ISBN 978-4-7791-2727-4
- 『21世紀、大転換期の国際社会 いま何が起こっているのか』（法律文化社、2019年）ISBN 978-4-589-03983--5
- 東アジア共同体シリーズ全3巻2『アジアの地域協力 危機をどう乗り切るか』（明石書店、2018年）ISBN 978-4-7503-4628-1
- 東アジア共同体シリーズ全3巻3『アジアの地域共同ー未来のために』（明石書店、2018年）ISBN 978-4-7503-4629-8
- 東アジア共同体シリーズ全3巻1『アジアの地域統合を考えるー戦争をさけるために』（明石書店、2017年）ISBN 978-4-7503-4468-3
- 『ハンガリーを知るための60章：ドナウの宝石』（第2版）（明石書店、2018年）ISBN 978-4-7503-4614-4
- The Unwinding of the Globalist Dram, EU, Russia and China, Steven Rosefielde, Masaaki Kuboniwa, Satoshi Mizobata, Kumiko Haba (Editors), World Scientific, New Jersey, London, Singapore, 2017.ISBN 978-981-3222-06-9
- 『EU（欧州連合）を知るための63章』（明石書店、2013年）ISBN 978-4-7503-3900-9
- The Euro Crisis and European Political Economy, ---France, Germany and Central Europe---, Ed. by Robert  Boyer, Ivan T. Berend, and Kumiko Haba, Aoyama Gakuin University, Tokyo, 2013.
- Great Power Politics and the Future of Asian Regionalism, at Harvard University, Ed. by Kumiko Haba, Aoyama Gakuin University Tokyo, 2013.
- 『国際政治から考える東アジア共同体』山本吉宣・羽場久美子・押村高編著（ミネルヴァ書房、2012年）ISBN 978-4-623-06316-1
- Asian Economic Development and the Collaborative Relations among EU, Asia and Japan, Ed. by Kumiko Haba, Szerdahelyi Istvan, Brij Tankha & Wang Min, 2012.
- Regional Integration and Institutionalization comparing Asia and Europe, Ed by G. John Ikenberry, Yoshinobu Yamamoto & Kumiko Haba, Research Institute, Aoyama Gakuin University, Shoukadoh, 2012. ISBN 978-4-87974-665-8
- 『ロシアと拡大EU』羽場久美子・溝端佐登史編、世界政治叢書（ミネルヴァ書房、2011年）ISBN 978-4623059881
- The Regional Integration in Asia and Europe, Theoretical and Institutional Comparative Studies and Analysis, Ed. by G. John Ikenberry, Yoshinobu Yamamoto & Kumiko Haba, Aoyama Gakuin University, 2011.
- The End of the Cold War and the Regional Integration in Europe and Asia, Ed. by Robert Frank, Kumiko Haba & Hiroshi Momose, Aoyama Gakuin University, 2010.
- 『ヨーロッパの東方拡大』羽場久美子・小森田秋夫・田中素香編（岩波書店、2006年）
- 『新しいヨーロッパ――拡大EUの諸相』（羽場久美子編）（日本国際政治学会、2005年）
- 『21世紀国際社会への招待』羽場久浘子・増田正人編（有斐閣、2006年）ISBN 4-641-08687-7
- 『ハンガリーを知るための47章：ドナウの宝石』羽場久浘子編（明石書店、2002年）
- 『ヨーロッパ統合のゆくえ：民族・地域・国家』宮島喬・羽場久浘子編（人文書院、2001年）
- 『ロシア革命と東欧』羽場久浘子編（彩流社＜叢書東欧＞、1990年）

### 共著
- 『即時停戦』土田修編、和田春樹・伊勢崎賢治・羽場久美子（社会評論社、2024年1月）ISBN 978-4-7845-1387-1
- 『「現代史と現代認識に関する調査」報告書』（大月書店、2018年）ISBN 978-4-272-97055-1
- 『歴史を読み替える：ジェンダーから見た日本史』（大月書店、2015年）ISBN 978-4-272-50182-3
- 『歴史を読み替える：ジェンダーから見た世界史』（大月書店、2014年）ISBN 978-4-272-50181-6
- 『ハプスブルク史研究入門：歴史のラビリンスへの招待』（昭和堂、2013年）ISBN 978-4-8122-1315-5
- 『検証 尖閣問題』（岩波書店、2012年）ISBN 978-4-00-025875-3
- 『移民・マイノリティと変容する世界』宮島喬・吉村真子編（法政大学出版局、2012年）ISBN 978-4-588-60257-3
- 『世界政治を読み解く』押村高・中山俊宏編（ミネルヴァ書房、2011年）
- 『東アジア共同体と日本の戦略』国際アジア共同体学会編、進藤榮一・中川十郎（桜美林大学北東アジア総合研究所、2011年）
- 『歴史教育とジェンダー』長野ひろ子、姫岡とし子編（青弓社、2011年）
- 『日本政治学年報：ジェンダーと政治過程』日本政治学会編（木鐸社、2010年）
- 『フロンティアのヨーロッパ』山内進編（国際書院、2008年）ISBN 978-4-87791-177-5
- 50 Years Rome Treaty and EU-Asia Relations, Ed. by Chong-ko Peter Tzou, Tamkang University, Taiwan, July 2008.
- Melting Boundaries, Institutional Transformation in the Wider Europe, Kiichiro Yagi and Satoshi Mizobata eds., Kyoto University Press, 2008.
- Intercultural Dialogue and Citizenship, Translating Values into Actions, A Common Project for Europeans and Their Partners, Ed. by Leonce Bekemans, Maria Karasinska-Fendler, Marco Mascia, Antonio Papisca, Constantine A. Stephanou, Peter G. Xuereb, Marsilio, Venice, 2006.
- 『衝突と和解のヨーロッパーユーロ・グローバリズムの挑戦』山内進・大芝亮編（ミネルヴァ書房、2006年）
- 『ヨーロッパの軌跡とベクトル』田中俊郎・庄司克宏編（慶応大学出版会、2006年）
- Globalization, Regionalization and the History of International Relations, Eds. By Joan Beaumont, Alfredo Canavero, Commission of History of International Relations, Edizioni Unicopli, Deakin University, Milano, Victoria, Austria, 2005
- 『21世紀の安全保障と日本』菅英輝・石田正治編（ミネルヴァ書房、2005年）
- 『国際関係の中の拡大EU』森井裕一編（信山社、2005年）
- Russia and NATO: New Areas for Partnership, The papers of the International Conference, February 6-7, 2004. St. Petersburg State University Press, 2004.
- 『歴史としてのヨーロッパ・アイデンティティ』谷川稔編（山川出版社、2003年）
- 『EUの中の国民国家:デモクラシーの変容』日本比較政治学会編（早稲田大学出版部、2003年）
- EU Enlargement towards Central Europe and the Role of Japanese Economy, ed. by Kumiko Haba, Palankai, Tibor, and Janos Hoos, Aula, Budapest, Hungary, 2002.
- 『占領改革の国際比較:日本・アジア・ヨーロッパ』中村政則・油井大三郎・豊下楢彦編（三省堂、1994年）
- 『講座国際政治』第3巻『現代世界の分離と統合』木戸蓊編（東京大学出版会、1989年）

### 翻訳
- ジョゼフ・ロスチャイルド著、羽場久浘子・水谷驍訳『現代東欧史：多様性への回帰』（共同通信社、1999年）
- アントニー・ポロンスキ著、羽場久浘子監訳『小独裁者たち―東欧における民主主義体制の崩壊』（法政大学出版局、1993年）
- ジョゼフ・ロスチャイルド著、大津留厚監訳『大戦間期の東欧』（刀水書房、1996年）
- 『世界のマイノリティ事典』（東欧の項監訳）（明石書店、1995年）
- ルカーチ・テーケイ他著、羽場久浘子、家田修、南塚信吾他訳『ルカーチとハンガリー』（未來社、1989年）
- P.F. シュガー、I.J. レデラー編、東欧史研究会訳『東欧のナショナリズム：歴史と現在』（刀水書房、1981年）